# G-Star (Messe)

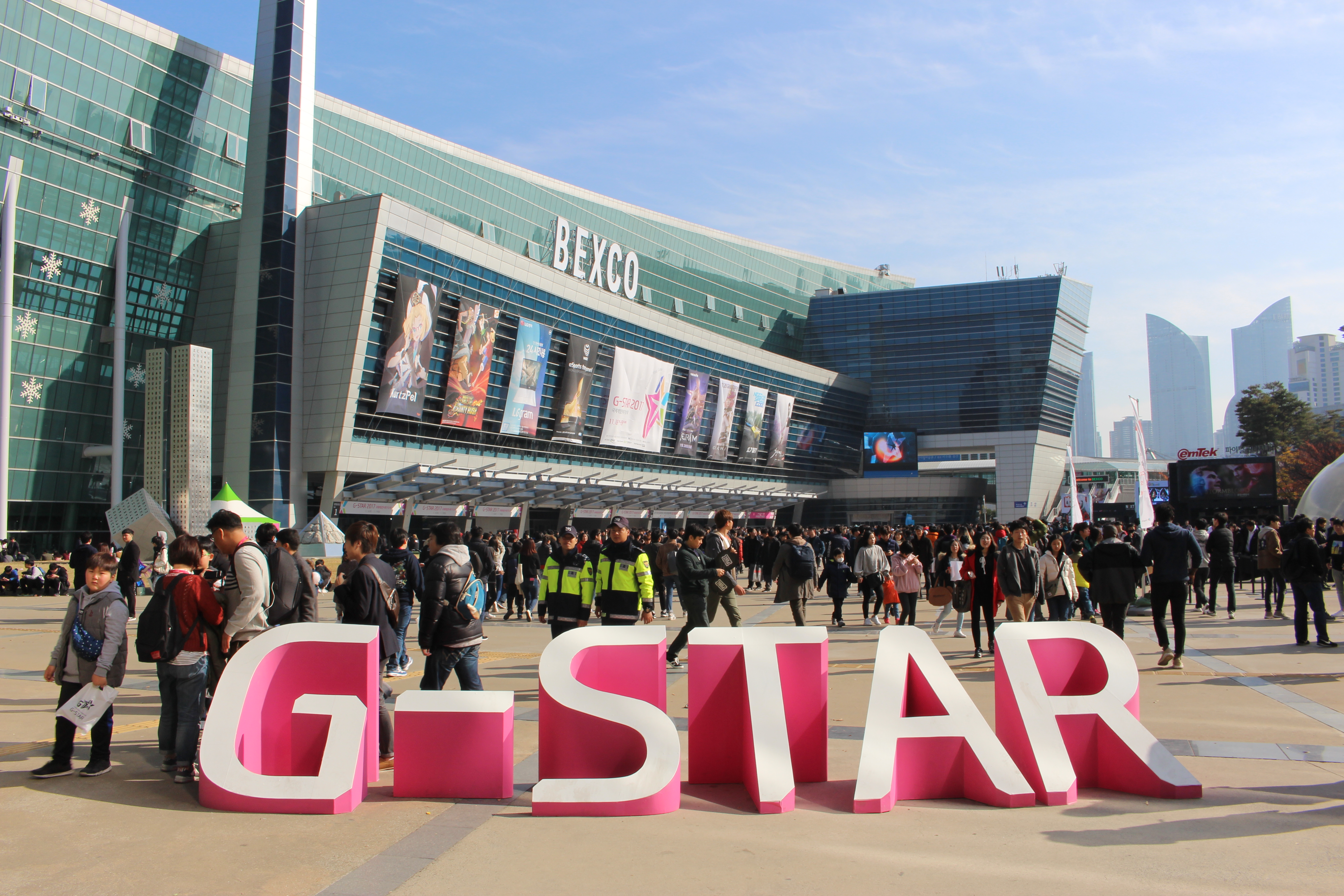
G-Star-Messe in Busan 2017

Die G-Star (auch G*STAR, G★, G★STAR; koreanisch 지스타, Jiseuta) ist die größte südkoreanische Messe für Unterhaltungselektronik, Video- und Computerspiele. Die G-Star findet jährlich an mehreren Tagen im November statt. Sie wird von der kocca (korean creative contents agency) organisiert und wurde von 2005 bis 2008 in Seoul und wird seit 2009 in Busan ausgerichtet. Mit 240.000 Besuchern gehört sie neben der gamescom in Köln, der E3 in Los Angeles und der Tokyo Game Show weltweit zu den größten Messen der Branche. Sie fand außerhalb Südkoreas aber bisher relativ wenig Beachtung in Medien und Fachzeitschriften. Zu regelmäßig anwesenden Ausstellern gehören unter anderem einheimische Firmen wie NCSoft oder Nexon, aber auch internationale Unternehmen wie Activision Blizzard.